# Kazem al-Saher
Kazem al-Saher (født 12. september 1957) er en klassisk irakisk sanger, der skifter mellem pop og mere traditionel stil.